# Dmitri Beliáyev
Dmitri Konstantínovich Beliáyev (en ruso: Дмитрий Константинович Беляев) (1917-1985) fue un científico soviético que trabajó como Director del Instituto de Citología y Genética (IC&G) de la Academia rusa de las Ciencias entre 1959 y 1985 e hizo importantes contribuciones a la restauración y el avance de la investigación genética en la URSS.
En la década de 1950, Dmitri Beliáyev comenzó junto a su equipo un trabajo que consistió en la cría del zorro plateado (variedad melánica de Vulpes vulpes). Tras diez generaciones, a través de las cuales iba liberando los zorros que mostrasen un mayor miedo hacia los humanos, se pudo observar que los zorros habían cambiado perceptiblemente su comportamiento y aspecto. Algunos avanzaban ya hasta el punto de mover la cola y lamer las manos para demostrar su afecto hacia los hombres. Fisiológicamente, los zorros mostraban manchas en la piel, un oído relativamente más débil, y un encrespamiento de sus colas.
Este estudio permite explicar la aparición de los mismos fenómenos en perros. Los niveles de adrenalina en los zorros domesticados eran más bajos de lo normal, por lo que Beliáyev argumentó, que la adrenalina podría compartir un mismo camino bioquímico con la melanina, sustancia responsable de la pigmentación del pelaje.
En 1982, Nikolái Dubinin y Beliáyev estudiaron la base genética de la individualidad humana en diferentes poblaciones. En 1983, ambos trabajaron junto a Trúbnikov en el estudio de la variabilidad y herencia de parámetros neuro y psicodinámicos.

## La escultura
La escultura "Dmitriy Belyaev y zorro domesticado" fue construida cerca del instituto de la citología y de la genética (Novosibisrk) en el honor del 100o aniversario del nacimiento de Dmitry Konstantinovich Belyaev. El zorro domesticado da al científico una pata y menea la cola. Konstantin Zinich, escultor (Krasnoyarsk): "La filosofía de tocar un zorro y un hombre es el acercamiento, la bondad, no hay agresión del zorro - era salvaje, y lo hizo genéticamente domesticado".

## Algunas publicaciones
- Belyaev, D. K. & L.N. Trut. 1964. Behaviour and reproductive function of animals. I. Correlation of behaviour type with the time of reproduction and fertility. Bull. of the Moscow Society of Naturalists Biological Series (en ruso) 69 (3):5-19.
- Belyaev, D. K. & L.N. Trut. 1964. Behaviour and reproductive function of animals. II. Correlated changes under breeding for tameness. Bull. of the Moscow Society of Naturalists Biological Series (en ruso) 69 (5): 5-14.
- Belyaev, D.K. 1969. Science (USSR), 5 (1), 47-52.
- Belyaev, D.K. 1974. "Some questions of stabilizing and destabilizing selection". En: History and theory of the evolutionary doctrine (en ruso). Leningrad, p. 76–84.
- Belyaev, D.K. 1979. "Destablizing selection as a factor in domestication". J. of Heredity 70 (5): 301-308.
- Belyaev, D. K., Ruvinsky, A. O., Trut, L. N. 1981. "Inherited activation/inactivation of the star gene in foxes". J. of Heredity 72: 264-274.
- Eriskovskaya, N. K.; Leont'eva, T. A.; Tsellarius, Yu. G.; Trut, L. N.; Belyaev, D. K. 1985. "Relative hypertrophy of the right ventricle in silver foxes selected for domestication". Bull. of Experimental Biology and Medicine 100 (1): 984–988.
- Ruvinsky, A. O.; Lobkov, Yu. I.; Belyaev, D. K. 1986. "Spontaneous and induced activation of genes affecting the phenotypic expression of glucose 6-phosphate dehydrogenase in Daphnia pulex". Theoretical and Applied Genetics 72 (6): 811–815.